# Rebecca Romero
Rebecca Jayne Romero (Londres, 24 de enero de 1980) es una deportista británica que compitió en ciclismo en la modalidad de pista, especialista en las pruebas de persecución, y anteriormente en remo.
Participó en dos Juegos Olímpicos de Verano, en 2004 en remo y en 2008 en ciclismo, obteniendo en total dos medallas, plata en Atenas 2004 en la disciplina de cuatro scull y oro en Pekín 2008 en la prueba de persecución individual.
Ganó tres medallas en el Campeonato Mundial de Ciclismo en Pista, en los años 2007 y 2008.
En remo obtuvo una medalla de oro en el Campeonato Mundial de Remo de 2005, en la prueba de cuatro scull.
Fue nombrada miembro de la Orden del Imperio Británico (MBE) en el año 2008 por sus éxitos deportivos.

## Trayectoria deportiva
Es hija de padre español y madre inglesa. Comenzó a practicar el remo a los 18 años. Fue finalista en los campeonatos mundiales de 2001, 2002 y 2003. Se proclamó campeona en los Juegos Olímpicos de Atenas 2004, en la prueba de cuatro scull (junto con Alison Mowbray, Deborah Flood y Frances Houghton), y campeona en el Mundial de 2005, también en cuatro scull (esta vez junto con Sarah Winckless, Frances Houghton y Katherine Grainger).
En 2006 decidió abandonar del remo y comenzar a practicar un nuevo deporte, el ciclismo. En el Mundial de 2007 se proclamó subcampeona en persecución individual. En el Mundial de 2008 ganó el oro tanto en persecución individual como por equipos (junto con Joanna Rowsell y Wendy Houvenaghel), que además establecieron un nuevo récord mundial. En los Juegos Olímpicos de Pekín 2008 consiguió la medalla de oro en persecución individual, disputando la final contra su compatriota Wendy Houvenaghel.
Romero es la segunda deportista en la historia que gana medallas en dos deportes diferentes de los Juegos Olímpicos de Verano, tras la alemana oriental Roswitha Krause, que lo hizo en natación y balonmano.

## Medallero internacional

### Ciclismo en pista
| Juegos Olímpicos   | Juegos Olímpicos           | Juegos Olímpicos | Juegos Olímpicos        |
| Año                | Lugar                      | Medalla          | Competición             |
| ------------------ | -------------------------- | ---------------- | ----------------------- |
| 2008               | Pekín (China)              | Medalla de oro   | Persecución individual  |
| Campeonato Mundial |                            |                  |                         |
| Año                | Lugar                      | Medalla          | Competición             |
| 2007               | Palma de Mallorca (España) | Medalla de plata | Persecución individual  |
| 2008               | Mánchester (Reino Unido)   | Medalla de oro   | Persecución individual  |
| 2008               | Mánchester (Reino Unido)   | Medalla de oro   | Persecución por equipos |

### Remo
| Juegos Olímpicos   | Juegos Olímpicos | Juegos Olímpicos | Juegos Olímpicos |
| Año                | Lugar            | Medalla          | Competición      |
| ------------------ | ---------------- | ---------------- | ---------------- |
| 2004               | Atenas (Grecia)  | Medalla de plata | Cuatro scull     |
| Campeonato Mundial |                  |                  |                  |
| Año                | Lugar            | Medalla          | Competición      |
| 2005               | Kaizu (Japón)    | Medalla de oro   | Cuatro scull     |